# Japonica saepestriata
Japonica saepestriata är en fjärilsart som beskrevs av William Chapman Hewitson 1865. Japonica saepestriata ingår i släktet Japonica och familjen juvelvingar. Inga underarter finns listade i Catalogue of Life.

## Bildgalleri

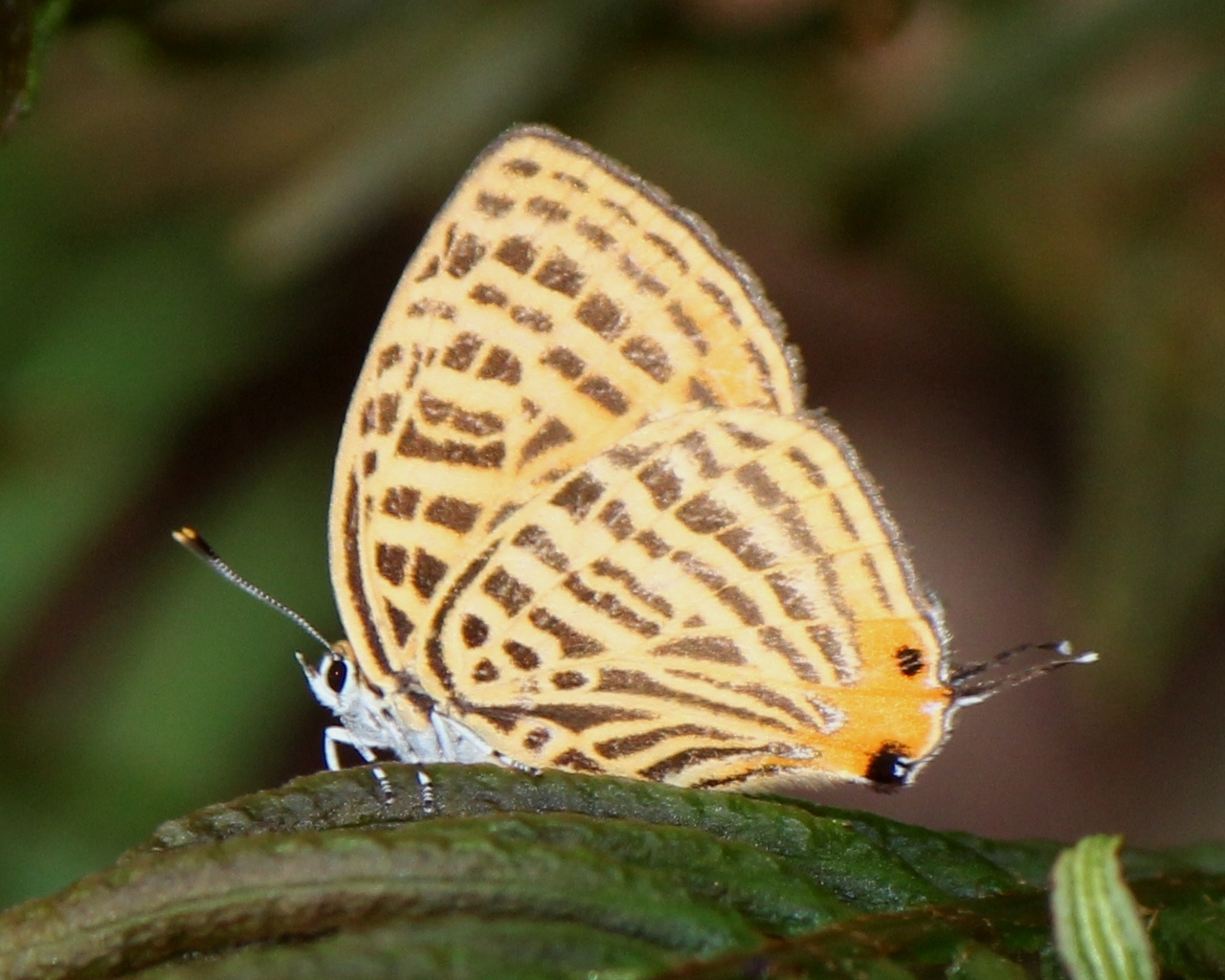